# Карабудахкент
Карабудахкент (кум. Къарабудагъгент, «село чорної пшениці») — село в Дагестані, адміністративний центр Карабудахкентського району.
Населення — 16 249 чоловік.

## Географія
Село розташоване за 30 км на південь від Махачкали (41 км по дорозі). Найближча залізнична станція розташована в селищі Манаскент за 8 км на схід від села. Карабудахкент розташований на стику 3-х міст. Карабудахкент межує зі столицею Дагестану м Махачкала, Каспійськом і Ізбербашем.
Село Карабудахкент розташоване в центрі кумицьких земель в мальовничій долині, оточеній з усіх боків горами, за 12 км на захід від Каспійського моря.
Навколо гори і села до 60-х рр. минулого століття розташовувалися чудові сади, у яких, завдяки наполегливій праці жителів села були виведені прекрасні місцеві сорти груш, яблук, слив, абрикосів, винограду та ін. фруктів.
Про якість фруктів Карабудахкентських садів говорить і той факт, що починаючи з 18 століття звідси поставлялися фрукти для двору Його Імператорської Величності в Петербург.
Тут також закуповувалися фруктові дерева для царських садів.
У садах навколо села були численні невеликі джерела, з прекрасною прісною водою, поряд з селом розташовується і найголовніше багатство карабудахкентців, їх святиня — «Бекенез». Це найбільший джерело не тільки в Дагестані, але і в Росії і в Європі.
Клімат району помірно-континентальний, зима м'яка, найнижчі температури бувають у межах −10 °С, літо спекотне, температура близько 25-30 °С.
Рослинний і тваринний світ села характерний для низовин і передгір'я Дагестану.
У лісах зустрічаються практично всі види багаторічних дерев і рослин: бук, дуб, клен, граб, ясен, липа, ялина, сосна, горіх, в'язь, верба, тополя, алича та ін. Багато чагарникових видів рослин
Також різноманітний тваринний світ навколо села: в лісах і полях водяться ведмеді, рисі, кабани, вовки, борсуки, куниці, шакали, білки, зайці, та ін. тварини. Різноманітний і світ птахів: орли, яструби, куріпки, ворони, горобці, фазани, голуби, перепела, дятли, сови, солов'ї та ін. З плазунів і гризунів особливо поширені гадюки, вужі, ящірки, миші, ховрахи, кажани.

## Історія
Перші поселенці в Карабудахкенті, як свідчать археологічні пам'ятники з'явилися 4 0000 років тому.
З часів Кавказької війни збереглося народне сказання. Коли Імам Шаміль зі своїм військом проходив поруч з Карабудахкент, один з наїбів запропонував: «Шаміль! Увійдемо в Карабудахкент, відпочинемо», «Поки живий, не хочу входити в рай», — сказав імам і повів своїх воїнів. Рай — ось так можна коротко охарактеризувати це чудове місце.
У районі села розташовані Карабудахкентські могильники, досліджені К. Ф. Смирновим в 1950-их роках.

## Населення
Найбільше за чисельністю населення село в Дагестані, 16 249 осіб.